# White River (Wisconsin)
White River es un pueblo ubicado en el condado de Ashland en el estado estadounidense de Wisconsin. En el Censo de 2010 tenía una población de 921 habitantes y una densidad poblacional de 8,06 personas por km².

## Geografía
White River se encuentra ubicado en las coordenadas 46°27′1″N 90°51′41″O / 46.45028, -90.86139. Según la Oficina del Censo de los Estados Unidos, White River tiene una superficie total de 114.26 km², de la cual 114.09 km² corresponden a tierra firme y (0.15%) 0.17 km² es agua.

## Demografía
Según el censo de 2010, había 921 personas residiendo en White River. La densidad de población era de 8,06 hab./km². De los 921 habitantes, White River estaba compuesto por el 96.31% blancos, el 0% eran afroamericanos, el 0.54% eran amerindios, el 0.22% eran asiáticos, el 0% eran isleños del Pacífico, el 0.33% eran de otras razas y el 2.61% pertenecían a dos o más razas. Del total de la población el 0.54% eran hispanos o latinos de cualquier raza.